# Municipio de Cedar Creek (Dakota del Norte)
El municipio de Cedar Creek (en inglés: Cedar Creek Township) es un municipio ubicado en el condado de Slope en el estado estadounidense de Dakota del Norte. En el año 2010 tenía una población de 25 habitantes y una densidad poblacional de 0,27 personas por km².

## Geografía
El municipio de Cedar Creek se encuentra ubicado en las coordenadas 46°19′54″N 102°58′39″O / 46.33167, -102.97750. Según la Oficina del Censo de los Estados Unidos, el municipio tiene una superficie total de 93.31 km², de la cual 92,57 km² corresponden a tierra firme y (0,79 %) 0,73 km² es agua.

## Demografía
Según el censo de 2010, había 25 personas residiendo en el municipio de Cedar Creek. La densidad de población era de 0,27 hab./km². De los 25 habitantes, el municipio de Cedar Creek estaba compuesto por el 100 % blancos. Del total de la población el 0 % eran hispanos o latinos de cualquier raza.